# Mali i Gramës
Mali i Gramës (Grama-Berg) ist ein Berg im albanischen Teil des Korabgebirges. Der Berg erreicht eine Höhe von 2345 m ü. A. Die Spitze liegt rund anderthalb Kilometer westlich des Hauptkamms des Gebirges und der darauf verlaufenden Grenze zu Nordmazedonien.
Mit Grama wird nicht nur der Gipfel selbst bezeichnet, sondern der ganze Teil des Gebirges südwestlich des Korabs, der rund acht Kilometer nordöstlich liegt. Im Norden verläuft in einem tief eingeschnittenen Tal der Grama-Bach, auf einer Terrasse östlich davon liegt der Grama-See (ca. 1750 m ü. A.).
In der Region der Grama finden sich viele Gips-Schichten. Naturdenkmäler in der Region sind der Karst i Malit të Bardhë, die Selenium-Schicht Pasqyrat e Gramës und das Kar-Gebiet Bjeshka e Zonjave.  
An der Nordflanke des Berges fällt der Mali i Gramës in Felswänden steil ab. Der Hauptzugang von den Dörfern im Südwesten zu den Alpweiden nordöstlich des Berges führt deshalb über den Gipfel. Cerjan auf der Südseite und Zimur im Südwesten sind mit rund 1300 m ü. A. die höchstgelegenen Dörfer am Berg. Im Südwesten in einer Entfernung von rund sieben Kilometern auf rund 650 m ü. A., wo das Gelände flacher wird, liegt Peshkopia, der Hauptort der Region.